# Psarocolius wagleri
La oropéndola cabecicastaña o cacique cabecicastaño (Psarocolius wagleri) es una especie de ave paseriforme de la familia Icteridae propia de América Central y el extremo noroccidental de América del Sur. Se encuentra en Belice, Colombia, Costa Rica, Ecuador, El Salvador, Guatemala, Honduras, el sur de México, Nicaragua y Panamá.

## Hábitat
Vive en el dosel y los bordes del bosque, plantaciones maduras y claros con árboles altos, hasta los 1.200 m de altitud y en época de cría, hasta los 1.700 m s. n. m.

## Descripción
El macho mide 35 cm de longitud y pesa 225 g; la hembra mide 28 cm y pesa 125 g. El plumaje del macho es principalmente negro con la cabeza y el cuello color castaño; la grupa y las coberteras caudales castaño oscuro; la cola es de color amarillo brillante con excepción de las dos plumas centrales que son oscuras. El iris is azul, el pico blancuzco y las patas negras. El plumaje de la hembra es más opaco y presenta el vientre castaño oscuro.
Su llamado es un fuerte chek y chuk. El canto del macho incluye un gorgoteo seguido por un estrepitoso guu-guu-PHRRRRTTT.

## Alimentación
Busca alimento en pequeñas bandas. Se alimenta en las copa de los árboles, de insectos grandes, frutas y bayas. También consume néctar de flores grandes y caza ranas y lagartijas.

## Reproducción
Construye un nido en forma de bolsa colgante, tejido con material vegetal, de 60 a 100 cm de largo, en lo alto de un árbol. Forman colonias de 12 a 50 nidos. En una colonia puede haber hasta 40 o 50 hembras y sólo 4 o 5 machos. La hembra pone dos huevos oscuro de color azul claro con manchas oscuras, que eclosionan a los 17 días. Los pichones abandonan el nido 30 días después.